# Benedict Mason
Pour les articles homonymes, voir Mason.
Benedict Mason, né le 23 février 1954, est un compositeur britannique.

## Biographie
Mason a été formé au King's College de Cambridge (1971-1975) et a obtenu un diplôme de réalisateur de films au Royal College of Art (de 1975 à 1978). Il s'est tourné vers la composition à l'âge de 30 ans, mais sa première œuvre reconnue, Hinterstoisser Traverse (1986), a attiré l'attention de la nouvelle scène européenne de la musique. Ses premières œuvres ont résolument une tendance postmoderne, avec l'utilisation considérable de l'ironie stylistique (certains commentateurs ont noté dans ces œuvres une similitude avec la musique de Mauricio Kagel). Mason a ensuite développé un intérêt pour la musique polyrythmique, et dans des œuvres comme son Double Concerto, on peut déceler une forte affinité stylistique avec des œuvres de György Ligeti. Des œuvres plus récentes se sont concentrées sur la dimension spatiale de la musique, comme dans ses Music for European Concert Halls qui exploitent les propriétés architecturales et acoustiques des bâtiments où ces œuvres sont exécutées.
Mason a composé dans de nombreux genres, et son opéra Playing Away, sur un livret de Howard Brenton, a été commandé par la Biennale de Munich et a été créé en 1994 par l'Opera North.
En 1992, Benedict Mason a obtenu le Prix d'encouragement Ernst von Siemens.

## Œuvres
- Hinterstoisser Traverse (1986), qui lui a valu le prix de la Westdeutschen Rundfunk en 1989.
- Oil and Petrol Marks on a Wet Road are Sometimes Held to be Spots where a Rainbow Stood (1987), qui lui a valu le prix Guido d'Arezzo.
- Lighthouses of England and Wales (1987) pour laquelle il a reçu le prix Benjamin Britten.
- Quatuor à cordes (1987)
- ChaplinOperas (1988)
- Double concerto pour cor, trombone et ensemble (1989)
- Sapere Aude (1989), cantate sur des textes scientifiques
- Self-Referential Songs and Realistic Virelais (1990)
- Rilke Songs (1992) ;
- Concerto for the Viola Section (1992)
- Animals and the Origins of the Dance (1992)
- Quatuor à cordes (1993)
- Playing Away opéra (1994)
- Third Music for European Concert Hall, EIC, Espro, ...I love my life (1994) pour l'Espace de projection de l'Ircam
- Asko. Paradiso. The Fifth Music: Resumé with C.P.E. Bach (1995) pour le Paradiso à Amsterdam
- Szene für Drei Frauenstimmen, drei Spiegelstimmen, Orchester, Sampler und Film (1998) pour l'inauguration du Kultur und Kongresszentrum de Lucerne
- Music for Oslo City Hall (2010)

## Source de la traduction
- (en) Cet article est partiellement ou en totalité issu de l’article de Wikipédia en anglais intitulé « Benedict Mason » (voir la liste des auteurs).